# Paul Schiefelbein
Paul Richard Schiefelbein (* 20. November 1894 in Berlin; † 26. November 1975 ebendort) war ein deutscher paramilitärischer Aktivist und Polizeioffizier. Schiefelbein war unter anderem Polizeidirektor der deutschen Besatzungsverwaltung in Pilsen während des Zweiten Weltkriegs und wurde nach dem Zweiten Weltkrieg in der Tschechoslowakei zu einer Haftstrafe von 15 Jahren verurteilt.

## Leben und Tätigkeit

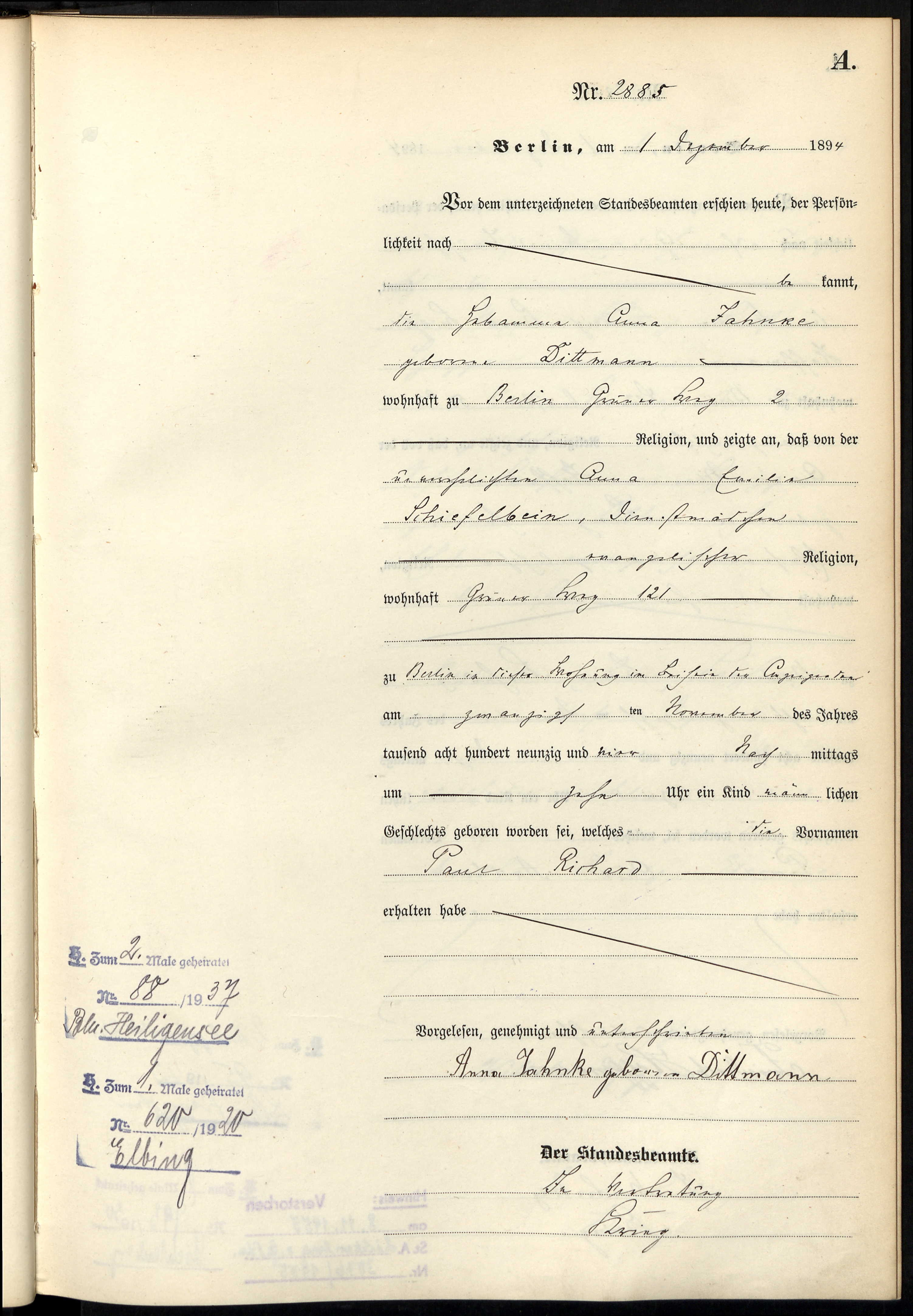
Geburtsurkunde für Paul Schiefelbein

Schiefelbein wurde als außereheliches Kind des Dienstmädchens Anna Emilie Schiefelbein geboren. Er erlernte den Beruf eines Kaufmannsgehilfen. Von 1914 bis 1917 nahm er mit der preußischen Armee am Ersten Weltkrieg teil. Nach einer Verletzung wurde er im Jahr 1917 der Feldpolizei zugeteilt. In den Nachkriegsjahren arbeitete Schiefelbein bei der Reichsbahn und nach der Entlassung dort als Handelsvertreter einer Firma für Bürobedarf.
In den Jahren 1924 und 1925 betätigte Schiefelbein sich in führender Position in dem von Paul Röhrbein geführten paramilitärischen Wehrverband Frontbann Nord in Berlin. Dort lernte er u. a. Kurt Daluege kennen, eine Begegnung, die für seinen späteren Werdegang von richtungsbestimmender Bedeutung sein sollte. Im November 1925 wurde Schiefelbein anlässlich der Zerschlagung des Frontbanns Nord zusammen mit rund einem Dutzend anderen führenden Frontbannmitgliedern von der Preußischen Polizei wegen des Verdachtes sich der Geheimbündelei schuldig gemacht und gegen die Verordnung des Reichspräsidenten zum Verbot militärischer Verbände verstoßen zu haben in Haft genommen.
Zum 1. Oktober 1928 wurde Schiefelbein Mitglied der NSDAP (Mitgliedsnummer 101.467).
Nach dem Machtantritt der Nationalsozialisten im Frühjahr 1933 wurde Schiefelbein auf Betreiben von Daluege, der im Februar 1933 zum Sonderkommissar im Preußischen Innenministerium ernannt wurde, in den Polizeidienst aufgenommen und in der Verwaltung des Innenministerium verwendet. 1940 wurde er der Schutzpolizei zugeteilt.
Im Anschluss an die Ernennung von Daluege zum stellvertretenden Reichsprotektor für Böhmen und Mähren im Jahr 1942 wurde Schiefelbein ab dem 1. Dezember 1942 auf Wunsch von Daluege als Gehilfe des neuen Polizeidirektors Eckold nach Pilsen abkommandiert. Ein Jahr nach dem Abschied von Eckold wurde Schiefelbein, zu diesem Zeitpunkt im Rang eines Polizeimajors stehend, im Februar 1944 zum neuen Polizeidirektor von Pilsen ernannt. Diese Funktion behielt er bis zum Ende des Zweiten Weltkriegs bei. In den Jahren 1942 bis 1945 war er einer der bekanntesten Beamten der nationalsozialistischen Besatzungsverwaltung in Pilsen. Während der Jahre 1943 bis 1945 war er für die Modernisierung der Luftabwehr in seinem Zuständigkeitsgebiet verantwortlich. Unter seiner Regie wurden ständige Einheiten der Luftschutzpolizei gegründet, die meistens aus Zivilisten zusammengestellt wurden und die bei der Behebung der durch alliierte Angriffe verursachten Schäden eingesetzt wurden.
Miroslav Eisenhammer charakterisiert Schiefelbein als persönlich „sehr unverträglichen“ Menschen, der sich als Autorität durchsetzte und gerne seine übergeordnete Stellung zur Schau stellte. Sowohl mit Untergebenen als auch mit Zivilisten pflegte er sehr grob umzuspringen, mitunter auch sie tätlich anzugreifen, weshalb er bei der Bevölkerung Pilsens verhasst war und für diese zu einem „Symbol des Protektoratsregimes“ wurde. Andererseits konnten ihm bei den Nachkriegsermittlungen „keine wirklichen Verbrechen“ nachgewiesen werden, so versuchte er zum Beispiel durch seinen Einfluss die Hinrichtung von fünf Mitgliedern der Luftabwehr, die der Plünderung nach einem Luftangriff beschuldigt wurden, zu verhindern.
Nach Kriegsende wurde Schiefelbein von den alliierten Besatzungsmächten in Deutschland verhaftet und im April 1946 auf Antrag der tschechoslowakischen Regierung als Kriegsverbrecher nach Pilsen ausgeliefert. Dort wurde ihm der Prozess gemacht, der im Januar 1947 mit der Verurteilung zu einer Gefängnisstrafe von 15 Jahren durch ein außerordentliches Volksgericht endete.
Nach zehnjähriger Haft in der Tschechoslowakei wurde Schiefelbein Ende der 1950er Jahre nach Westdeutschland abgeschoben. Er lebte anschließend unauffällig in Berlin-Heiligensee.

## Familie
Schiefelbein war zweimal verheiratet: Zum ersten Mal heiratete er am 30. August 1917 in Elbing Anna Lütz (* 27. Juni 1899). Diese Ehe wurde 1920 durch das Landgericht geschieden. Zum zweiten Mal heiratete er 1937 in Heiligensee.

## Beförderungen
- 1. April 1941: Als Oberleutnant in die Schutzpolizei übernommen
- 1. September 1941: Hauptmann der Schutzpolizei
- 1. September 1943: Major der Schutzpolizei